# Janvier 1799

## Événements
- 5 janvier : accords d’Istanbul entre la Sublime Porte et la Grande-Bretagne concernant l’Égypte. Les Britanniques s’engagent à restituer l’Égypte à la Turquie en cas de victoire[1].

- 10 janvier, Italie : prise de Capoue par les Français[2]. Les Napolitains entrés en guerre en novembre 1798, marchent sur Rome, mais rapidement défaits, ils battent en retraite. Le roi de Naples se replie en Sicile, tandis que les patriotes proclament la République parthénopéenne (21 janvier)[3].

- 23 janvier : les troupes françaises de Championnet entrent à Naples[2].

## Naissances
- 1er janvier : André Jean Baptiste Robineau-Desvoidy (mort en 1857), médecin, entomologiste et géologue français.
- 6 janvier : Robert Hay (mort en 1863), égyptologue écossais.
- 22 janvier : Ludger Duvernay, imprimeur bas-canadien († 1852).

## Décès

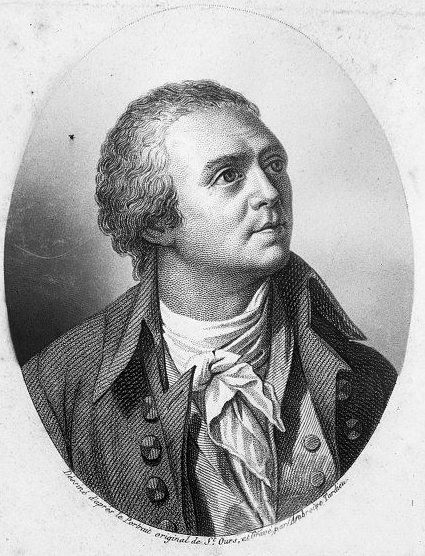
Horace-Bénédict de Saussure.

- 9 janvier : Maria Gaetana Agnesi (née en 1718), mathématicienne et philosophe italienne.
- 14 janvier : Marie-Adélaïde Duvieux, peintre miniaturiste française (° 22 avril 1761)
- 22 janvier : Horace-Bénédict de Saussure (né en 1740), naturaliste et géologue suisse.